# 韦勒瑟站
韦勒瑟站（丹麦语：Værløse Station）是哈勒森林铁路的一个中途站，现属哥本哈根市郊铁路网络，位于丹麦首都大区富勒斯市鎮韦勒瑟镇。 1906年4月20日哈勒森林启用而启用。1977年9月25日引入哥本哈根市郊铁路。

## 外部連結
- 丹麦国家铁路官网对本站的介绍 （页面存档备份，存于）（丹麦语）